# Oxyopes aglossus
Oxyopes aglossus là một loài nhện trong họ Oxyopidae.
Loài này thuộc chi Oxyopes. Oxyopes aglossus được Ralph Vary Chamberlin miêu tả năm 1929.